# Аббатство Вайнгартен
Аббатство Вайнгартен — бывшее аббатство бенедиктинского ордена на горе св. Мартина в городе Вайнгартен (до 1865 года — Альтдорф) на юге федеральной земли Баден-Вюртемберг. Некогда «домашний» монастырь Вельфов, основанный в 1056 году, был упразднён в ходе секуляризации в 1803 году. В 1922 году монастырь был снова заселён, и принадлежал к Бойронской конгрегации. Осенью 2010 года аббатство было закрыто, и последние монахи покинули Вайнгартен. Бывшая главная монастырская церковь, собор свв. Мартина и Освальда с 1956 года носит титул малой базилики.

## История
Мужскому бенедиктинскому монастырю на горе св. Мартина в Альтдорфе предшествовал женский монастырь, сгоревший в 1053 году. Спустя 3 года, в 1056 году, Вельф IV основал здесь мужское аббатство, заселённое монахами из баварского Альтомюнстера; монахини, в свою очередь, были переселены в Альтомюнстер.
Название Вайнгартен впервые документально встречается лишь с 1123 года.
Новый монастырь был своего рода «домашним» для Вельфов, которому они особенно покровительствовали и в котором была устроена усыпальница для членов рода. В целом здесь похоронены 12 представителей старой, швабской линии Вельфов, умерших между 990 и 1126 годами; в частности: Вельф II, Вельф III Вельф IV, Вельф V и Генрих Чёрный.
В 1094 году жена Вельфа IV преподнесла аббатству в дар его главнейшую реликвию — сосуд с землёй с горы Голгофа, пропитанной кровью распятого Христа. Именно эта реликвия принесла в течение истории монастырю его влияние и богатства.
Примерно в этот же период в Вайнгартене был основан скрипторий, самым известным произведением которого считается Сакраментарий аббата Бертольда (1 треть XIII века), в настоящее время находящийся в нью-йоркской Pierpont Morgan Library.
В 1178 году Вельф VI продал свои расположенные севернее Альп владения императору Фридриху Барбароссе, тем самым передав аббатство Штауфенам.
В 1274 году аббатство получило статус имперского монастыря, и с 1555 года настоятель Вайнгартена был одним из постоянных участников ординарных заседаний Имперской депутации (нем. ordentliche Reichsdeputation).
Влияние монастыря подчёркивало и его материальное благосостояние: с территорией порядка 306 км², простиравшейся от Альгоя вплоть до Боденского озера и охватывавшей многочисленные лесные угодья и виноградники, Вайнгартен был одним из самых богатых аббатств в южной Германии.

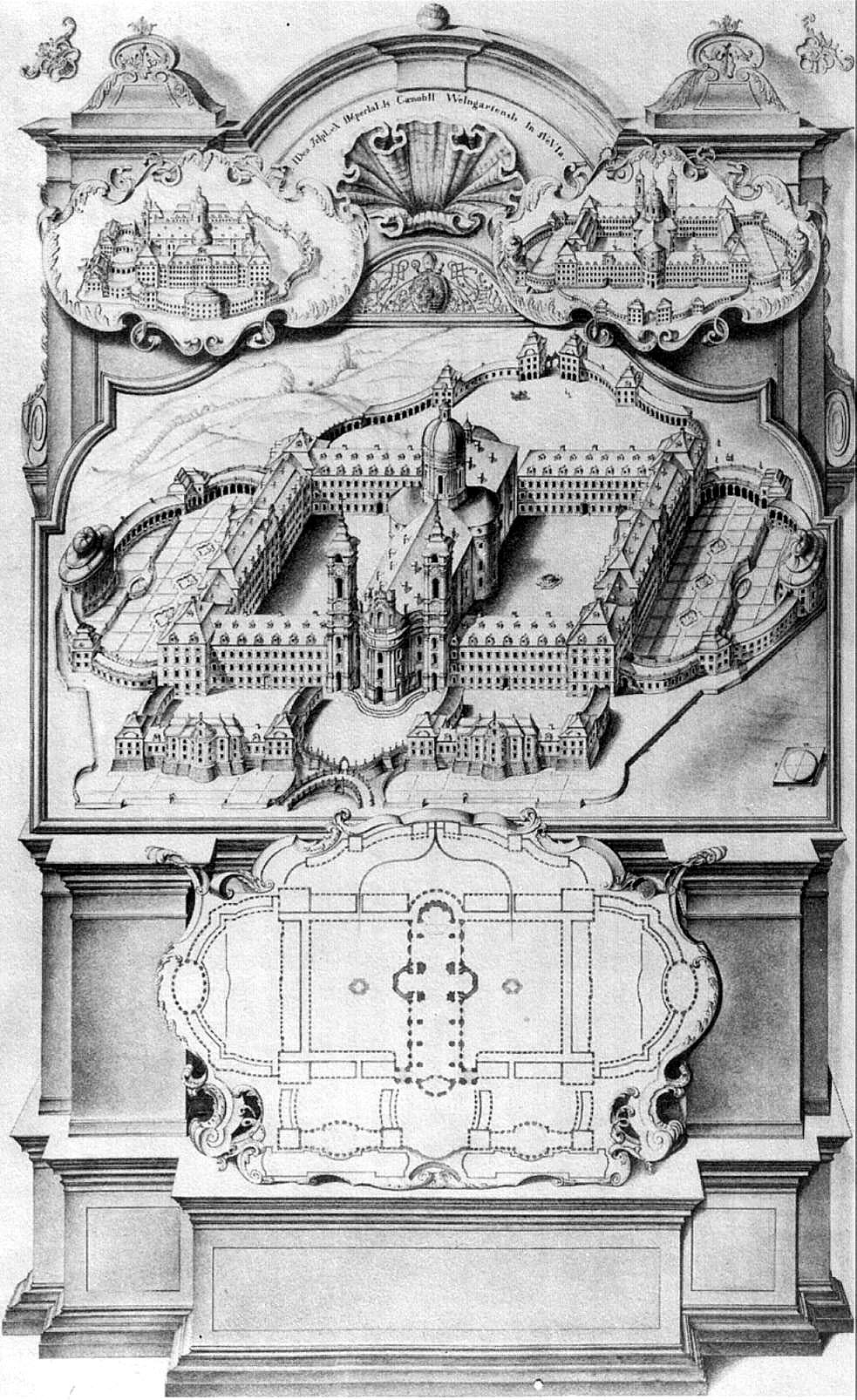
Идеальный план аббатства Вайнгартен (1-я треть XVIII в.)

Начиная с 1715 года началась масштабная перестройка монастыря в барочном стиле: в соответствии с новой модой Францем Беером (1660—1726) был разработан идеальный план, который, однако, не был полностью осуществлён. Романская церковь 1124—1182 годов постройки была разобрана, и на её месте возведён обширный и богато декорированный собор с двумя колокольными башнями, получивший в 1956 году титул basilica minor.
В ходе медиатизации аббатство было закрыто в 1803 году, попав в собственность князей Оранских-Нассау, и в 1806 году стало частью Вюртемберга.
Здания бывшего монастыря использовались в XIX веке как фабрика, сиротский приют и, наконец, вплоть до 1921 года как казарма.
В 1922 году монастырь был основан заново выходцами из аббатства Бойрон, и заселён монахами из родственного Бойрону аббатства в английском Эрдингтоне (сегодня — район города Бирмингем). К 1936 году в Вайнгартене насчитывалось 160 монахов — больше, чем когда бы то ни было. Однако уже в 1940 году монастырь был снова закрыт, и смог снова открыться лишь после окончания войны.
Интересной особенностью аббатства было следование двум церковным традициям, и проведение литургии как по латинскому, так и по византийскому обряду; причиной тому, вероятно, было активное участие Вайнгартена в экуменическом движении, в котором аббатство отвечало за диалог с Восточными церквями.
С течением времени количество насельников монастыря начало стремительно уменьшаться: так, если в 1960-х годах в Вайнгартене было около 70 монахов, то в 2009 — лишь 4, причём старейшему из них исполнилось 98 лет. Невозможность дальнейшего существования сделала закрытие монастыря неизбежным, и 16 октября 2010 года остававшиеся монахи покинули аббатство. Правопреемником и дальнейшим пользователем базилики св. Мартина и бывшего здания конвента выступило епископство Роттенбург-Штутгарт, заключившее с землёй Баден-Вюртемберг новый договор аренды.

## Современное использование
Здания бывшего монастыря и базилики представляют собой одну из главнейших достопримечательностей на туристическом Верхнешвабском барочном пути (нем. Oberschwäbische Barockstraße). Часть помещений, кроме того, занимают Педагогическая высшая школа (нем. Pädagogische Hochschule Weingarten) и Академия Роттенбург-Штутгартского епископства.
Во внутренних дворах летом проводится опен-эйр-фестиваль Klosterfestspiele Weingarten.

## Галерея

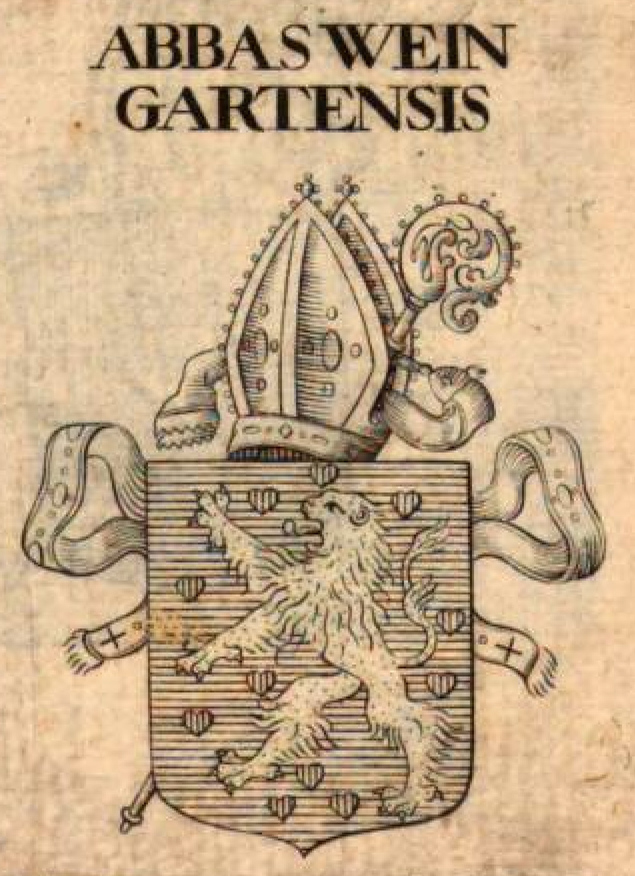
Герб аббатства Вайнгартен (ок. 1680 г.)
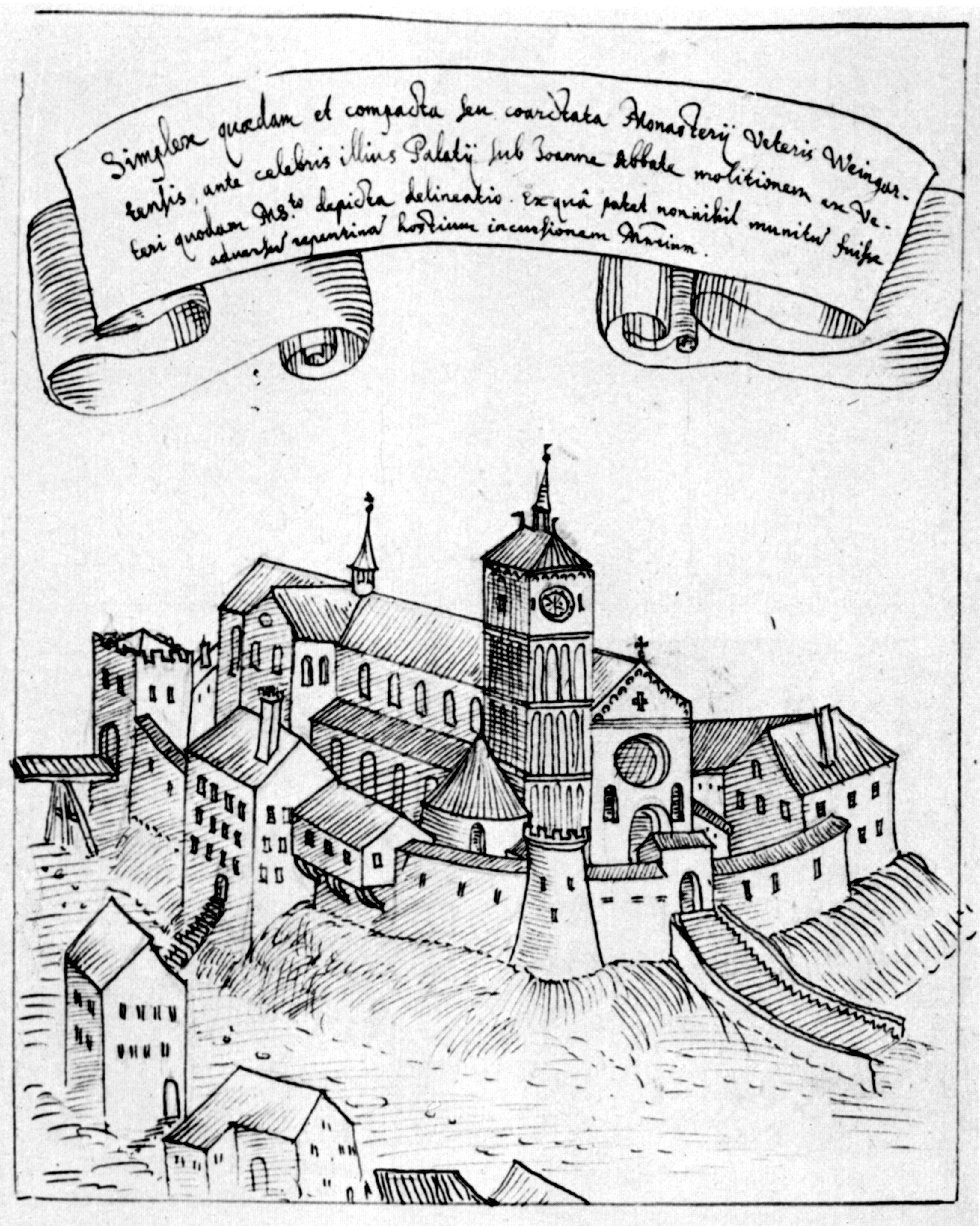
Изображение монастыря в его средневековом состоянии
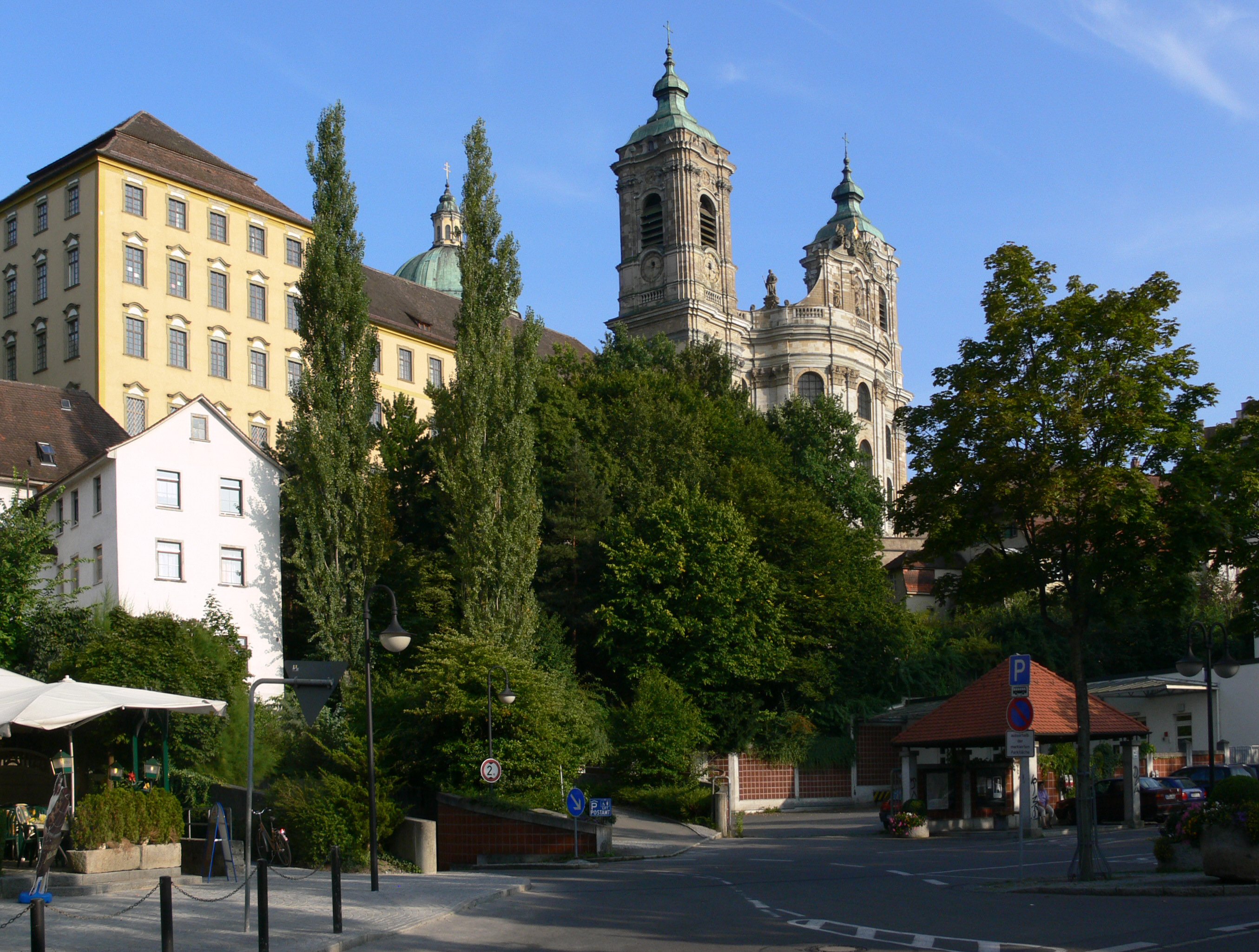
Вид на бывший монастырь с северо-западной стороны
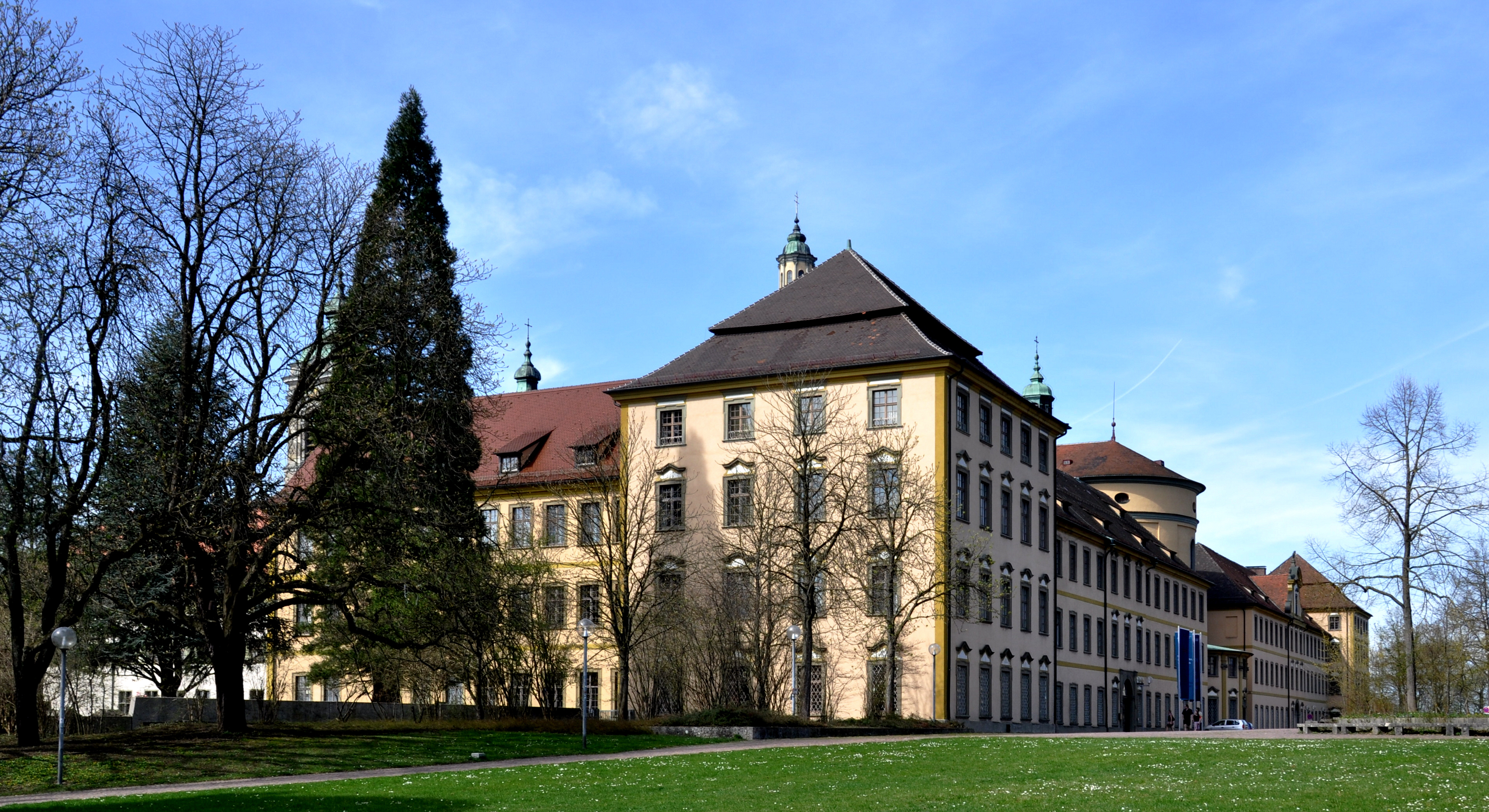
Восточное (семинаристское) крыло
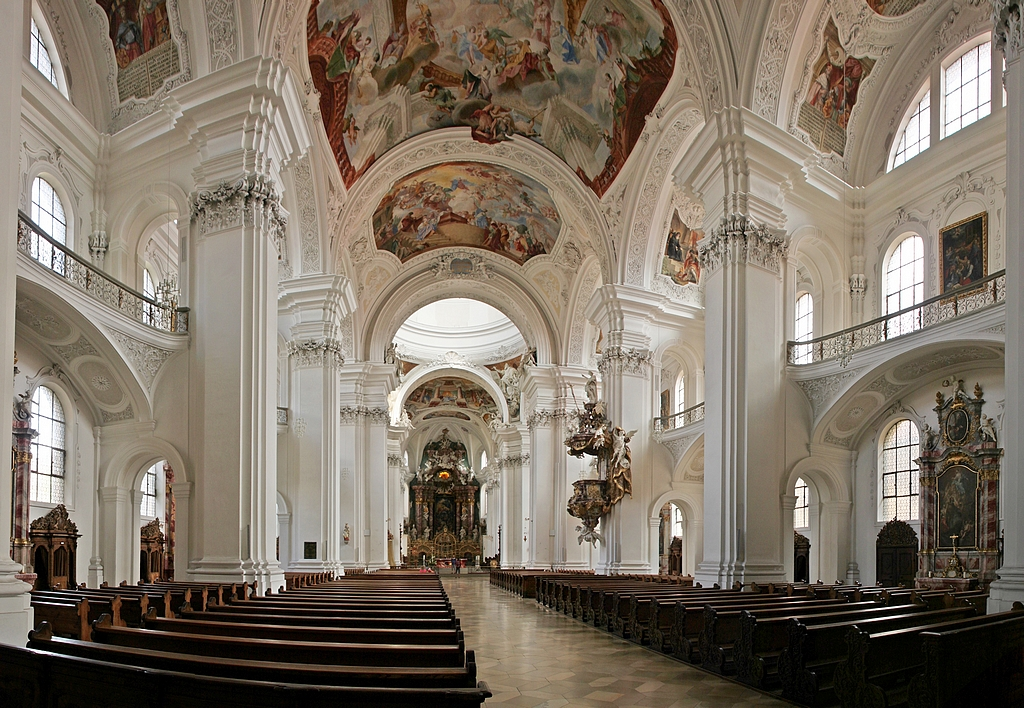
Общий вид внутреннего убранства базилики свв. Мартина и Освальда